# Leilani Bishop
Leilani Bishop (Honolulu, 11 novembre 1976) è una modella statunitense.

## Biografia
Fu scoperta a 15 anni a Kauai quando iniziò la sua carriera.

## Carriera
Il suo curriculum annovera le copertine per Flare, Allure, Elle, Glamour, Self, Lucky, Seventeen; le campagne pubblicitarie per Avon, Eileen Fisher, Tommy Hilfiger, Paco Rabanne, Azzaro, Schwarzkopf, Sportmax, Nordstrom, Louis Féraud.

Ha sfilato per Blumarine, D&G, Chloé, Sportmax, Versus, Missoni, Barbara Bui, Costume National, Paco Rabanne, Balenciaga.

È il volto della copertina del secondo album delle Hole,  Live Through This. Nel 2000 interpreta Resin nel film The Intern ed appare nel video musicale del singolo Deep Inside of You dei Third Eye Blind.
Ha sfilato per Victoria's Secret nel 1995, nel 1996 e nel 1999.
Dal 1998 è sposata col designer d'interni Jack Luber dal quale, nel 2003, ha avuto un figlio.

È la fondatrice e la presidente dell'associazione no-profit Women For The World con sede a Santa Monica.